# Hay River (Eyre Creek)
Der Hay River ist ein nicht das ganze Jahr über Wasser führender Fluss im Südosten des australischen Northern Territory.

## Geografie

### Flusslauf
Der Fluss entsteht westlich der Tarlton Range im Norden der Simpsonwüste am Zusammenfluss von Marshall River und Arthur Creek. Er fließt nach Südosten und versickert die meiste Zeit nach etwa 240 Kilometer im Ostteil der Simpsonwüste.
In besonders nassen Jahren überschreitet er die Grenze nach Queensland, durchquert dort den Simpson-Desert-Nationalpark und mündet bei der Geisterstadt Annandale in den Eyre Creek – eine zusätzliche Strecke von rund 110 Kilometer.

### Nebenflüsse mit Mündungshöhen
- Marshall River – 252 m
- Arthur Creek – 252 m
- Bore Creek – 242 m
- Camel Creek – 241 m
- Plenty River – 128 m – Dieser Fluss versickert üblicherweise etwa 60 Kilometer westlich des Hay River in der Simpsonwüste, nur in besonders nassen Jahren läuft er in den Hay River über.[1]